# Just a Poet with a Soul
Albums de Def Jef
Soul Food
(1991)
Singles
1. On the Real Tip
Sortie : 1988
2. Droppin' Rhymes on Drums
Sortie : 1989

Just a Poet with Soul est le premier album studio de Def Jef, sorti le 14 novembre 1989.
L'album a été très apprécié par les critiques, notamment pour ses paroles politiquement engagées, rappelant De La Soul ou encore les Native Tongues. 

## Liste des titres
| No  | Titre                                                                  | Contient un (des) sample(s) de | Durée |
| --- | ---------------------------------------------------------------------- | --- | ----- |
| 1.  | Droppin' Rhymes on Drums (featuring Etta James – Produit par Def Jef)  | Blow Your Whistle des Soul Searchers | 4:22  |
| 2.  | Givin'em Rhythm (Produit par Def Jef)                                  | Love Rap de Spoonie Gee and The Treacherous Three Rebel Without a Pause de Public Enemy Down on the Avenue du Fat Larry's Band                                                                                            | 4:09  |
| 3.  | On the Real Tip (Produit par Def Jef)                                  | Sing Sing de Gaz Got to Be Real de Cheryl Lynn Get Up, Get Into It, Get Involved de James Brown It's Yours de T La Rock and Jazzy Jay Here We Go (Live at the Funhouse) de Run–D.M.C.                                     | 4:07  |
| 4.  | Poet with Soul (Produit par Def Jef)                                   | Give It Up or Turnit a Loose (Remix) de James Brown Apache de l'Incredible Bongo Band Here We Go (Live at the Funhouse) de Run–D.M.C.                                                                                     | 4:11  |
| 5.  | Give It Here (Produit par Def Jef et The Dust Brothers)                | I Gotcha de Joe Tex Dance With Me de Peter Brown Bra de Cymande Have Your Ass Home by 11:00 de Richard Pryor Holy Ghost des Bar-Kays Give It to Me Baby de Rick James Different Strokes de Syl Johnson                    | 4:06  |
| 6.  | Do You Wanna Get Housed (Produit par Def Jef)                          | Party de Van McCoy La Di Da Di de Doug E. Fresh et Slick Rick | 4:45  |
| 7.  | Black to the Future (Produit par Def Jef)                              | Hot Dawgit de Ramsey Lewis Synthetic Substitution de Melvin Bliss The Ballot or the Bullet de Malcolm X A Blow for Me, a Toot to You de Fred Wesley and The Horny Horns Doo Doo Doo Doo (Heartbreaker) des Rolling Stones | 5:17  |
| 8.  | Do It Baby (featuring N'Dea Davenport – Produit par The Dust Brothers) | Action Speaks Louder Than Words de Chocolate Milk | 6:15  |
| 9.  | God Made Me Funky (Produit par Def Jef et The Dust Brothers)           | Get It Up for Love de l'Average White Band featuring Ben E. King Sardines du Junkyard Band A Funky Song de Ripple Feel It (The Mexican) de Funky 4 + 1                                                                    | 3:57  |
| 10. | Downtown (Produit par Def Jef)                                         | | 4:30  |
| 11. | Just a Poet (Produit par The Dust Brothers et Michael Ross)            | | 5:26  |

| 1.  | Etta Droppin' Science on Drums (featuring Etta James) |                                                             | 2:56 |
| 2.  | Drums (featuring Etta James)                          |                                                             | 2:01 |
| 3.  | On the Real Tip                                       |                                                             | 5:32 |
| 4.  | Poet with Soul (Extended)                             |                                                             | 5:51 |
| 5.  | Poet with Soul (Edits)                                |                                                             | 5:13 |
| 6.  | Poet with Soul (More Soul Mix)                        |                                                             | 4:02 |
| 7.  | Black to the Future (Extended Remix)                  |                                                             | 4:55 |
| 8.  | Just a Poet (It Feels Mighty Fine)                    | Mighty Fine du Peter Jacques band Hit or Miss de Bo Diddley | 6:18 |
| 9.  | Phunky az Phuck                                       | 125th Street Congress de Weather Report                     | 8:49 |
| 10. | On the Real Tip (Instrumental)                        |                                                             | 6:05 |
| 11. | Poet xith Soul ("Just" Beats)                         |                                                             | 3:46 |
| 12. | Give It Here (Instrumental)                           |                                                             | 4:11 |
| 13. | Black to the Future (Remix Instrumental)              |                                                             | 4:48 |
| 14. | God Made Me Funky (Instrumental)                      |                                                             | 4:54 |
| 15. | Just a Poet (Instrumental)                            |                                                             | 5:28 |
| 16. | Phunky Az Phuck (Instrumental)                        |                                                             | 2:05 |